# Liste der Straßennamen von Heiligkreuzsteinach
Die Liste der Straßennamen von Heiligkreuzsteinach listet alle Straßennamen von Heiligkreuzsteinach und den Ortsteilen Vorderheubach, Eiterbach, Hinterheubach, Lampenhain, Bärsbach und Hilsenhain auf.
Die Liste ist sortierbar.
| Straßenname         | Ortsteil            |
| ------------------- | ------------------- |
| Alter Weg           | Eiterbach           |
| Am Hang             | Heiligkreuzsteinach |
| Am Lenzbach         | Lampenhain          |
| Amselweg            | Vorderheubach       |
| Bannholzstraße      | Heiligkreuzsteinach |
| Bärsbacher Straße   | Hilsenhain          |
| Bauernwald          | Heiligkreuzsteinach |
| Bergschlößlweg      | Heiligkreuzsteinach |
| Böhlacker           | Eiterbach           |
| Brunnengasse        | Heiligkreuzsteinach |
| Burgweg             | Vorderheubach       |
| Dellenweg           | Lampenhain          |
| Eichenweg           | Hilsenhain          |
| Eiterbacher Straße  | Heiligkreuzsteinach |
| Emigtalweg          | Heiligkreuzsteinach |
| Finkenweg           | Vorderheubach       |
| Forsthausstraße     | Heiligkreuzsteinach |
| Galgenbuschweg      | Hilsenhain          |
| Geisberg            | Heiligkreuzsteinach |
| Grasrain            | Eiterbach           |
| Haumühle            | Heiligkreuzsteinach |
| Hauptstraße         | Vorderheubach       |
| Heddesbacher Weg    | Heiligkreuzsteinach |
| Helmut-Frey-Straße  | Lampenhain          |
| Heubacherstraße     | Vorderheubach       |
| Hilsenhainer Straße | Bärsbach            |
| Hinterheubach       | Hinterheubach       |
| Hohenstraße         | Hilsenhain          |
| Hungerberg          | Eiterbach           |
| Hüttengasse         | Heiligkreuzsteinach |
| Im Grund            | Lampenhain          |
| Im Holzacker        | Vorderheubach       |
| Im Loh              | Hilsenhain          |
| Im Mühlfeld         | Heiligkreuzsteinach |
| Im Neuenacker       | Vorderheubach       |
| Im Steinacker       | Bärsbach            |
| In der Au           | Heiligkreuzsteinach |
| Kaltenbrunnenweg    | Eiterbach           |
| Käswasserweg        | Eiterbach           |
| Kirchenweg          | Hilsenhain          |
| Krähkopfweg         | Eiterbach           |
| Lampenhainer Weg    | Vorderheubach       |
| Langeacker          | Heiligkreuzsteinach |
| Linsenbuckelweg     | Eiterbach           |
| Marktplatz          | Heiligkreuzsteinach |
| Mühlfeldstraße      | Heiligkreuzsteinach |
| Mühlweg             | Heiligkreuzsteinach |
| Neuenackerweg       | Vorderheubach       |
| Oberdorfstraße      | Lampenhain          |
| Oberer Weinweg      | Heiligkreuzsteinach |
| Ortsstraße          | Eiterbach           |
| Pfarrweg            | Heiligkreuzsteinach |
| Rabelsacker         | Heiligkreuzsteinach |
| Rathausstraße       | Heiligkreuzsteinach |
| Ringstraße          | Heiligkreuzsteinach |
| Ringweg             | Heiligkreuzsteinach |
| Sandweg             | Heiligkreuzsteinach |
| Sauhohl             | Heiligkreuzsteinach |
| Schmiedacker        | Heiligkreuzsteinach |
| Schmiedsberg        | Eiterbach           |
| Schönauer Straße    | Heiligkreuzsteinach |
| Schulstraße         | Hilsenhain          |
| Silberne Bergstraße | Heiligkreuzsteinach |
| Steinwald           | Eiterbach           |
| Talweg              | Eiterbach           |
| Unterdorfweg        | Hilsenhain          |
| Unterer Weinweg     | Heiligkreuzsteinach |
| Waldweg             | Heiligkreuzsteinach |
| Weinheimer Straße   | Heiligkreuzsteinach |
| Weinweg             | Heiligkreuzsteinach |
| Wiesenweg           | Heiligkreuzsteinach |
| Zum Gelenk          | Eiterbach           |
| Zur Stiefelhöhe     | Heiligkreuzsteinach |